# فيليبو كولومبو
فيليبو كولومبو هو دراج سويسري، ولد في 20 ديسمبر 1997.

## وصلات خارجية
- فيليبو كولومبو على موقع الاتحاد الدولي للدراجات (الإنجليزية)
- فيليبو كولومبو على موقع أرشيف الدراجات (الإنجليزية)
- فيليبو كولومبو على موقع إحصائيات الدراجات الإحترافية (الإنجليزية)
- فيليبو كولومبو على موقع MTB Data (الإنجليزية)
- فيليبو كولومبو على موقع أوليمبيديا (الإنجليزية)